# Полімерна труба
Поліме́рна труба́ — циліндричний виріб (порожній всередині), виготовлений з полімерного матеріалу з довжиною, що значно більша від її діаметра. Серед полімерних труб розрізняють труби з термопластів і реактопластів.
Область застосування полімерних труб дуже широка. Полімерні труби застосовуються для будівництва та ремонту трубопроводів, що транспортують воду для господарського, питного холодного та гарячого водопостачання, та інші рідкі та газоподібні речовини, до яких полімер, з якого вони виготовлені, хімічно стійкий. Полімерні труби використовуються для подачі/транспортування горючих газів, в системах опалення, каналізації і в мережах водовідведення. Останнім часом полімерні труби все частіше використовуються для гідротранспортування. Полімерні труби можуть використовуватися як захисні канали для прокладки електричних кабелів, кабелів зв'язку, волоконно-оптичного кабелю, тощо.
Полімерні труби можуть виготовлятися з різних термопластичних матеріалів і їх композицій, таких як: поліетилен (ПЕ), полівінілхлорид (ПВХ), поліпропілен (ПП), поліамід (ПА), полібутилен (ПБ) та ін. Труби, виготовлені з реактопластів, — це склопластикові, скловолоконні і виготовлені з епоксидної або поліефірної смоли.

## Основні характеристики

### Габаритні
- Dn — діаметр номінальний — основна розмірна характеристика водогазопровідних труб та з'єднувальних частин до них.
- ID — діаметр умовного проходу — величина внутрішнього діаметра в міліметрах або його заокруглене значення.
- OD — зовнішній діаметр — величина зовнішнього діаметра в міліметрах або його заокруглене значення.
- En — товщина стінки.
- SDR — співвідношення стандартних розмірів (англ. Standart Dimension Ratio) труби, яке можна представити у вигляді відношення номінального зовнішнього діаметра труби до номінальної товщини стінки труби SDR = dn / en. Для полімерних труб прийняті наступні значення SDR 41, 33, 26, 21; 17,6; 17; 13,6; 11; 9; 7,4; 6.

### Масові
- Вага одного погонного метра труби частіше вимірюється в кілограмах.
- Густина;

### Міцнісні
- PN (Nominal pressure) — робочий тиск.
- MRS (Minimum Required Strength) — мінімальна тривала міцність матеріалу з якого виготовлена труба
- КЗМ — коефіцієнт запасу міцності (коефіцієнт прокладки трубопроводу), що залежить виключно від умов прокладки і приймає значення: 1,25 — для труб поліетиленових для подачі холодної води, 2 .. 3,15 — для труб поліетиленових для подачі горючих газів.
- MOP (Maximum Operation Pressure) — максимальний робочий тиск МОР = 2 MRS / [C (SDR-1)].
- SN — кільцева жорсткість, кН / м ²
- Межа текучості при розтягуванні, Мпа.
- Відносне подовження при розриві,%.
- Зміна довжини труб після прогрівання,%.
- Термостабільність труб.
- Стійкість до повільного поширення тріщини.
- Стійкість до швидкого розповсюдження тріщини.
- Опір удару падаючого вантажу.

### Температурні
- Температура робоча, максимальна, мінімальна. Звичайно робоча температура середовища, що транспортується відрізняється від температури 20 ˚ С в значних межах, коливання температури повинні враховуватися при проектуванні, тому що руйнівно впливають на матеріал труби;

## Види полімерних труб

### Поліетиленові труби напірні для зовнішнього водопостачання
Труби поліетиленові водопровідні напірні застосовуються для будівництва та ремонту зовнішніх трубопроводів, що транспортують воду для господарського і питного водопостачання та водовідведення та інші рідкі та газоподібні речовини, до яких поліетилен хімічно стійкий.

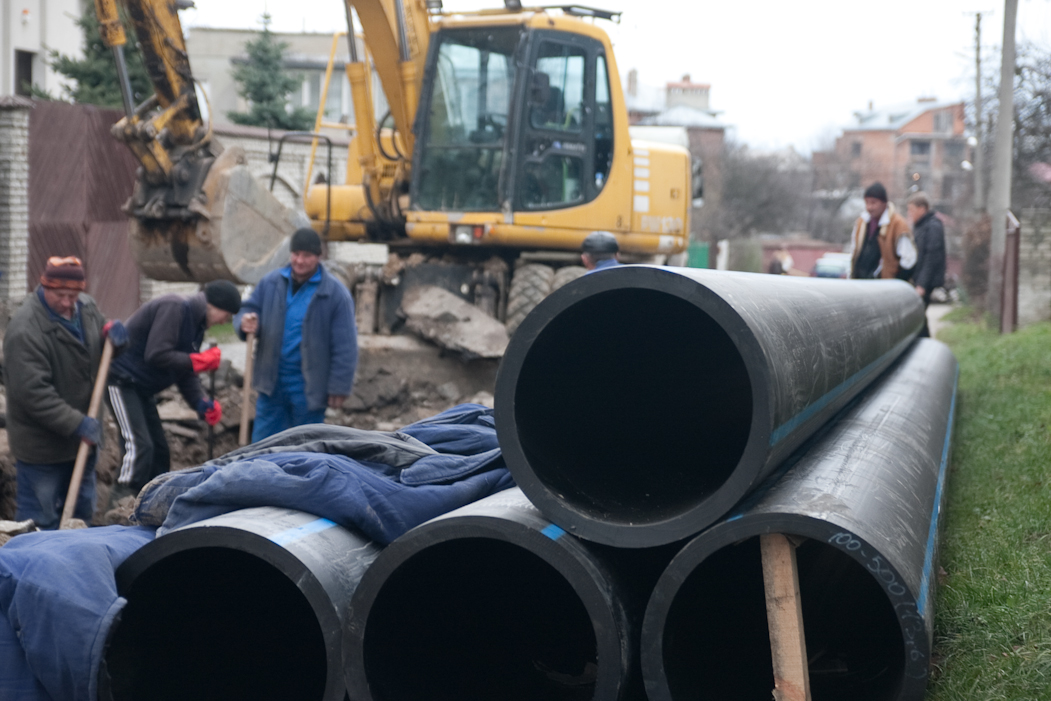
Монтаж труби ПЕ100 500мм
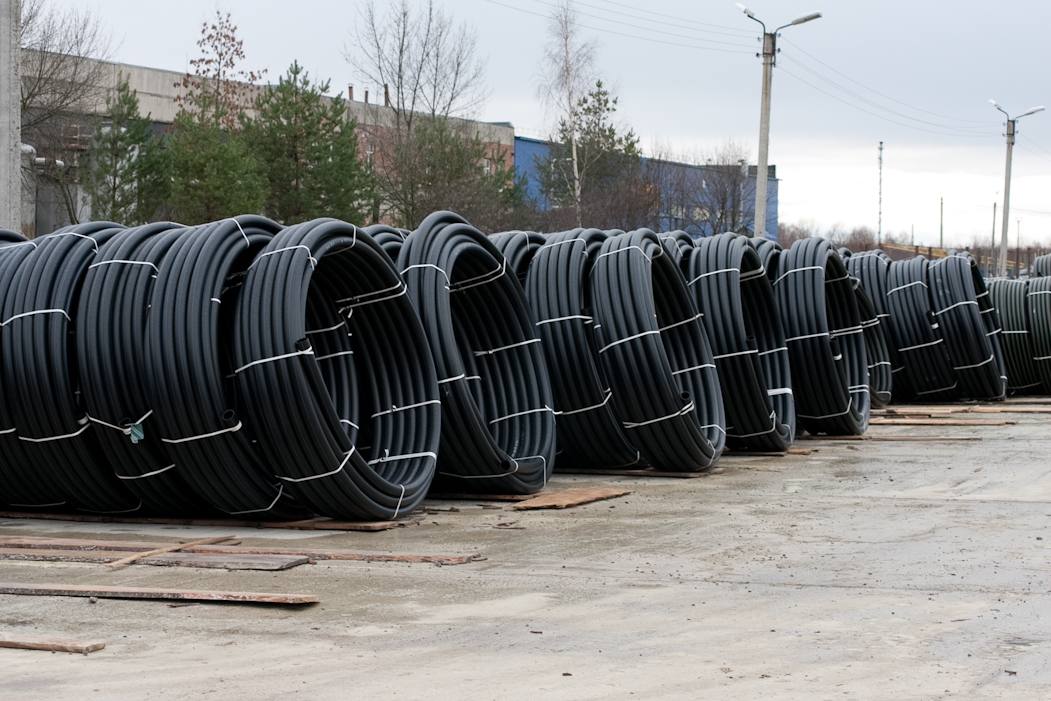
Склад КаТЗ труба ПЕ100 110мм
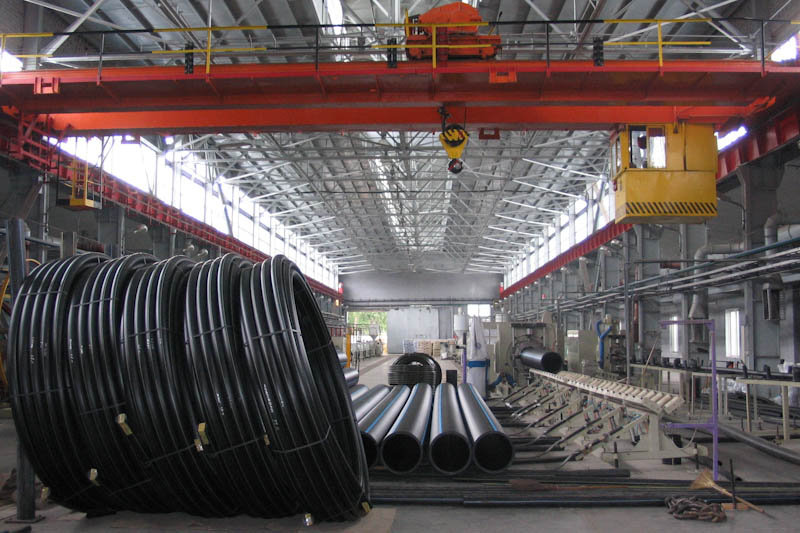
Виробництво поліетиленових труб

Труби виготовляють з поліетилену класів ПЕ 63, ПЕ 80, ПЕ 100 і ПЕ 100 +, зі співвідношеннями стандартних розмірів SDR 41 — SDR 6, з номінальними діаметрами від 16 до 1600 мм, для основних робочих тисків 4, 6, 8; 10; 12,5; 16; 20 бар. Колір труб — чорний з синіми маркувальними смугами. Труби мають вигляд прямих відрізків з довжиною 12 м (або інший за погодженням із замовником). Труби з діаметром не більше 160 мм можуть виготовлятися в бухтах (барабанах) від 50 до 1000 м.
Температура води в режимі нормальної експлуатації — не більше 65 грудусів за цельсієм.
До 110 діаметра включно поліетиленові труби можуть з'єднуватися за допомогою механічних (компресійних) фітингів. Поліетиленові труби великих діаметрів з'єднуються переважно стиковим зварюванням, або з допомогою терморезисторних фітингів, що вимагає спеціального зварювального устаткування. Таке з'єднання є монолітним і вважається найнадійнішим, тому що не має гумових ущільнювальних кілець, термін служби яких обмежений.
Виробництво поліетиленових труб є відносно недавнє (перші ПЕ труби були вироблені приблизно 50 років тому) і вважається прогресивною технологією у виробництві полімерних труб. Поліетиленові труби мають дуже добрі техніко-економічні показники безпосередньо пов'язані з низькою собівартістю експлуатації, низькими витратами на встановлення та довгим терміном служби, а також можливістю утилізації відпрацьованого трубопроводу.

### ПВХ труби напірні для зовнішнього водопостачання
ПВХ труби напірні водопровідні з горловинами застосовуються для будівництва зовнішніх водопроводів, що транспортують воду для господарського та питного водопостачання.
Труби випускаються з Н-ПВХ з такими співвідношеннями стандартних розмірів SDR 41, SDR 26 і SDR 17; номінальними діаметрами від 90 мм до 630 мм; для основних робочих значень тиску 6 бар, 10 бар і 16 бар. Колір труб найчастіше сірий. Труби випускаються у відрізках 1000 мм, 2000 мм, 3000 мм і 6000 мм. На одному кінці труби є горловина з гумовим кільцем для ущільнення, яка призначена для герметичного монтування трубопроводів без додаткового зварювального устаткування, або сполучних муфт.
Труби з ПВХ для водопостачання застосовують уже більше ніж 60-років, тому мають право вважатися найстаровиннішою технологією у виробництві полімерних труб.
Труби ПВХ мають чудові економічні показники, безпосередньо пов'язані з низькою собівартістю експлуатації, низькими витратами на установку і довгим терміном служби, а також можливістю утилізації відпрацьованого трубопроводу.

### ПВХ труби безнапірні для водовідведення та каналізації
Труби ПВХ безнапірні застосовують при будівництві і ремонті підземних безнапірних трубопроводів з максимальним робочим тиском не більше 0,16 МПа зовнішніх мереж каналізації будинків і споруд для відводу стічних вод і рідких та газоподібних середовищ, до яких ПВХ труби хімічно стійкі, в інтервалі температури — Від 0 ° С до 45 ° С (код зони застосування U). Діапазон діаметрів для безнапірних труб ПВХ 110—630 мм. Труби випускаються відрізками 500 мм, 1000 мм, 2000 мм, 3000 мм і 6000 мм.

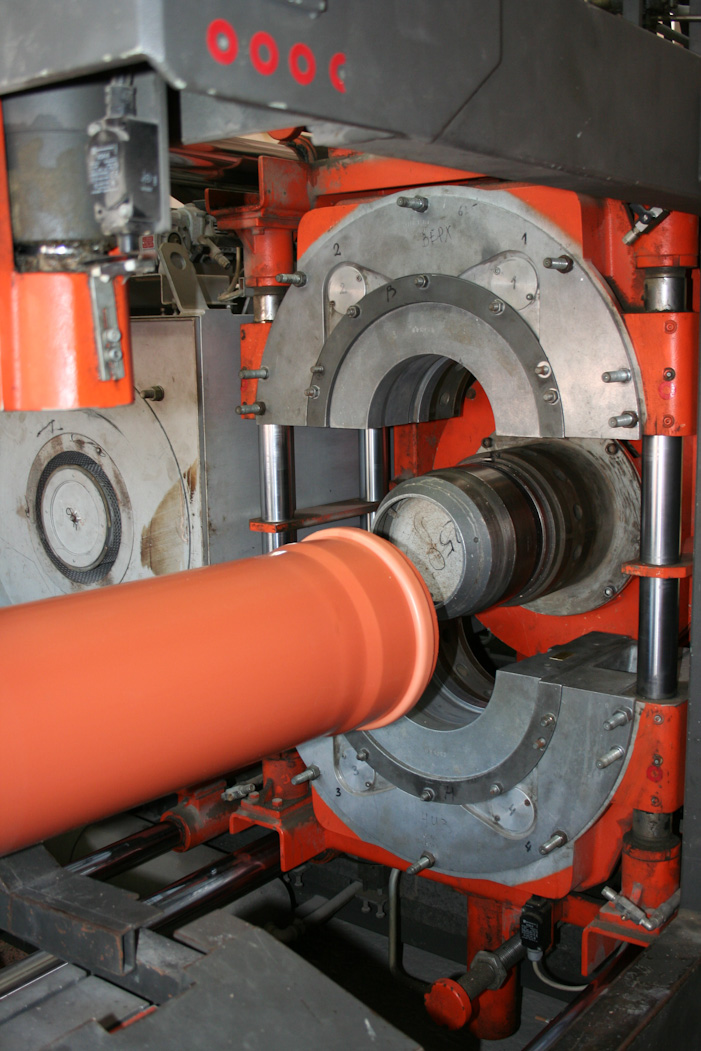
Виготовлення розтруба на безнапірної ПВХ трубі 160мм SN2.

На одному з кінців труб є сформована горловина з ущільнювальним гумовим кільцем, яка дозволяє герметично монтувати трубопроводи. Колір труб помаранчевий.
Труби ПВХ безнапірні можуть виготовлятися як одношаровими (монолітними), так і тришаровими. Зовнішні шари виготовляються з первинного НПВХ, а серединний шар з пористою структурою складається з власного або стороннього вторинного матеріалу НПВХ.
Труби з ПВХ випускаються двох типів — SN2 і SN4, які відрізняються за класом кільцевої жорсткості (2 кН / м ², 4 кН / м ²).
Безнапірні ПВХ труби в діапазоні діаметрів 110мм — 200 мм і класі жорсткості SN2 мають високі економічні показники, що пояснює виняткову популярність у приватному секторі будівництва. Для комунальних і промислових застосувань, де більше потрібні діаметри понад 315 мм і класи жорсткості SN8 і SN16, цей тип труби сильно програє сучасним двошаровим профільованим (гофрованим) трубам.

### Профільовані труби безнапірні для водовідведення та каналізації

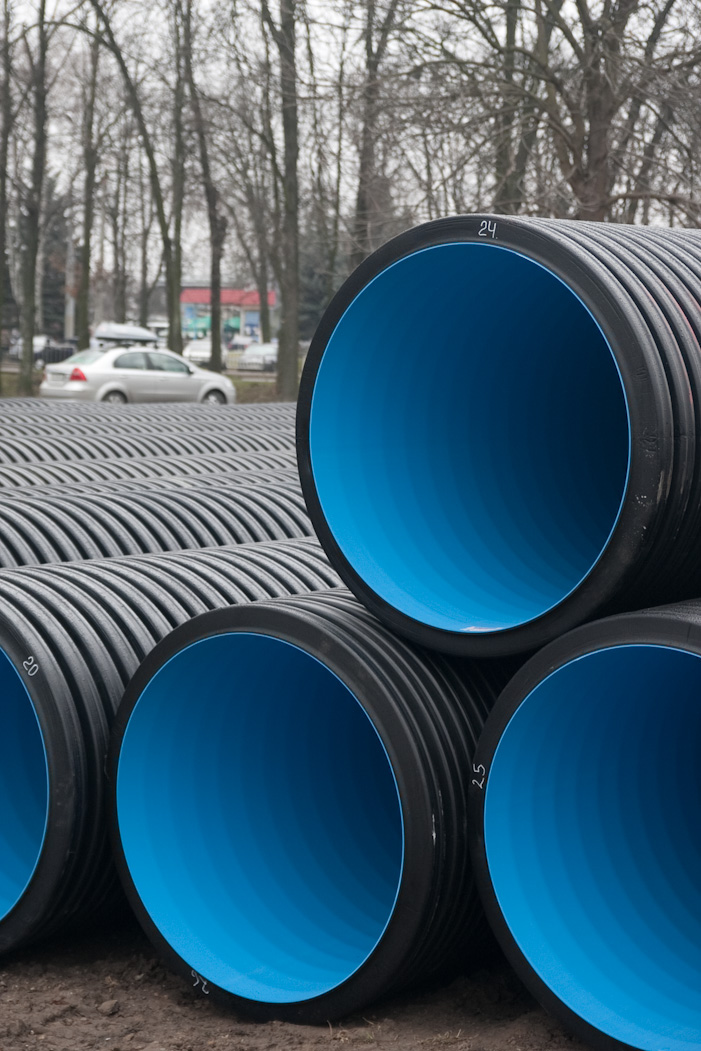
Полімерна профільована (гофрована) труба Корсис Про 1200мм SN16.Реконструкція Львівського Аеропорту.

Найпоширенішою технологією виробництва труб зі структурованою стінкою є виробництво методом двошнекової екструзії двошарових труб з внутрішньої гладкою циліндричною поверхнею і зовнішньої — гофрованою хвилястою. Обидві стінки формуються одночасно, з'єднуються так званим «гарячим» методом і утворюють єдину «монолітну» конструкцію. При цьому між внутрішньою і зовнішньою стінкою утворюються порожнини, які полегшують конструкцію, а хвиляста зовнішня стінка забезпечує необхідну кільцеву жорсткість. Сировиною для виробництва таких труб служить поліетилен, поліпропілен, або їх комбінації. Діапазон вироблюваних діаметрів — від 110 до 1200 мм.
- De (OD) — зовнішній діаметр.
- E4 — товщина стінки.
- Di (ID) — умовний прохід.
- L1 — ширина профілю.

Геометрична форма профілю стінки профільованої труби забезпечує високу опірність деформації. Труба випускається чотирьох типів — SN4, SN6, SN8 і SN16, які відрізняються за класом кільцевої жорсткості (4 кН/м², 6 кН/м², 8 кН/м² і 16 кН/м²). Це дає можливість укладати труби на різних глибинах.
Одним з найважливіших показників безнапірного трубопроводу є гідравлічна шорсткість внутрішньої поверхні труби. Профільовані труби внутрішній шар яких утворюється шляхом безперервної екструзії, мають практично ідеально гладку внутрішню поверхню (шорсткість становить 0,08-0,1 мм). Крім хороших гідравлічних властивостей, труби з двошаровою гофрованої стінкою мають низьку вагу, що істотно спрощує їх транспортування і монтаж. З'єднання цих труб здійснюється муфтами з гумовими ущільнювачами і не вимагає додаткової герметизації.
Труби для зовнішньої каналізації, вироблені з поліпропілену, мають код зони використання UD, що має на увазі їхню роботу при температурі до 70 ° С (короткочасно до 95 ° С), тоді як поліетиленові труби мають код зони використання U — з максимальною робочою температурою довготривалої до 40 ° С. (Короткочасні підвищення температури до 60 ° С). Безумовно, поліпропілен є більш термостійким матеріалом, ніж поліетилен, що зокрема, пояснює його практично виняткове використання для внутрішньобудинкової каналізації. У зовнішніх ж мережах, згідно зі статистичними даними, за рахунок зрівнювання температур «гарячих» і «холодних» стоків з урахуванням обсягів їх зливів (на «гарячі» стоки припадає не більше 10-12 % загального обсягу зливів) температура не піднімається вище 32-35 ° С. Таким чином, перевага поліпропіленової труби стає незатребуваним. Однак для промислових застосувань труби з поліпропілену можуть стати незамінними виходячи зі своєї стійкості до підвищених температур.

### Спіральновітие труби безнапірні для водовідведення та каналізації
Для будівництва безнапірних мереж (наприклад, зливової та технічної каналізації) великого діаметра (понад 1000 мм) можуть використовуватисяспіральновітие труби з порожнистої стінкою замкнутого профілю з поліетилену. Вони виготовляються з поліетилену трубних марок ПЕ100, ПЕ80, ПЕ63 методом навивання безперервно виробленого профілю на обертовий циліндричний барабан з одночасною зварюванням витків між собою. Геометрична форма профілю стінки такої труби забезпечує високу опірність деформації. Як правило, спіральновітие труби випускаються двох типів — SN4 і SN8, які відрізняються по класу кільцевої жорсткості (4 кН / м ², 8 кН / м ²).

## Використання полімерних труб
- Холодне водопостачання. Зовнішні мережі.

- Гаряче водопостачання та опалення. Зовнішні мережі.

- Газопостачання. Зовнішні мережі.

- Водовідведення каналізація. Зовнішні мережі.

- Холодне та гаряче водопостачання. Внутрішні мережі.

- Опалення. Внутрішні мережі.

- Водовідведення каналізація. Внутрішні мережі.

- Дренажні системи.

## Способи виготовлення (технологія)

### Екструзія
Екструзія (видавлювання) в'язких матеріалів як спосіб їх промислової обробки відома вже близько 200 років. Спочатку за допомогою поршневих пресів і з застосуванням м'язової сили людини і тварин екструдувати труби зі свинцю, макарони з тіста, цегла з глини та інші вироби. З середини XIX століття був здійснений перехід поршневих пресів на механічний або гідравлічний привід і почалося використання як вихідної сировини природних полімерів — наприклад, гутаперчі для покриття проводів. На початку 70 років того ж століття вперше з'явилися шнекові (черв'ячні) екструдери з паровим обігрівом і водяним охолодженням для переробки гуми. А в 1892—1912 рр.. фірма «Troester» (Німеччина) освоїла їх серійне виробництво і поставила близько 600 шнекових пресів для потреб промисловості, в тому числі на експорт. На деяких заводах гумопереробні нашої країни ще є зразки машин «Troester», які надійшли в цеху по репарації після другої світової війни.
У середині 20-х років почали екструдувати такі термопласти як поліхлорвініл (полівінілхлорид) і полістирол. У 1935 р. Фірмою «Troester» був створений екструдер для переробки пластмас, який має комбінований (електропаровой) обігрів і значно довший черв'як, ніж в шнекових пресах для гуми. А вже в 1936 р. була виготовлена машина з електрообігрівом для прямої переробки порошкоподібних і гранульованих пластмас. У 1939 р. фірма «Troester» на екструдерах з електрообігрівом вперше встановила повітряне охолодження. У ці ж роки італійці Коломбо і Паскетті сконструювали двухчервячний прес для переробки пластмас. Друга світова війна сприяла прискоренню створення нових видів пластмас, розвитку екструзійного обладнання для їх переробки. Першим же етапом інтенсивного розвитку техніки екструзії для пластмас слід вважати період 1946—1953 рр. До його кінця були впорядковані і систематизовані досвід і знання в цій області, а також проведені теоретичні та експериментальні дослідження, які доповнили і підкріпили практику, особливо в конструктивному вдосконаленні механічної складової обладнання ліній і в створенні машинобудівної технологічної бази їх виготовлення. Виконана в цей період робота стала основою подальшого розвитку екструдерів, комплектуючого технологічні лінії устаткування і перетворення їх в універсальне і раціональне обладнання сучасної промисловості пластмас.
До другого етапу прискореного розвитку техніки екструзії в комплексі з допоміжним і периферійним обладнанням ліній можна віднести період з 1988 по 2001 рр.., Автоматичні екструзійні технологічні лінії були трансформовані в комп'ютеризовані автомати. Оновилися з перспективою подальшого вдосконалення первинні датчики характеристик процесів, вторинні прилади.
Зменшилася інерційність і підвищилася стабільність систем теплової автоматики та електроприводів. Розроблені математичні моделі операцій процесу переробки дозволили створити комп'ютерні програми управління як окремими операціями, так і процесом в цілому.

### Навивні
Навивні (намотувальні) труби відносяться до композиційних матеріалів. Виготовляються способом навивки на оправлення просочених сполучною армуючих волокон з подальшою полімеризацією пов'язує. Залежно від типу застосовуваних матеріалів розрізняють такі типи навивних труб:
- Склопластикові труби — як армуючі волокна виступає скляна нитка або ровінг. Як сполучні: поліефірні або епоксидні смоли, рідше поліетилен;
- Арамідні труби

## Нормативно-технічні документи, стандарти

### Міжнародні
- ISO 4437. Підземні поліетиленові (ПЕ) труби для транспортування горючих газів — Метричні серії — Специфікація
- ISO 4427. Поліетиленові труби для водопостачання — Специфікація

### Європа
- EN 1555-1. Полімерні трубопровідні системи для транспортування горючих газів — Поліетилен (ПЕ) — Частина 1: Загальні вимоги
- EN 1555-2. Полімерні трубопровідні системи для транспортування горючих газів — Поліетилен (ПЕ) — Частина 2: Труби
- EN 1555-3. Полімерні трубопровідні системи для транспортування горючих газів — Поліетилен (ПЕ) — Частина 3: Фітинги
- EN 12201-1:2003 Plastic piping systems for water supply. Polyethylene (PE). General
- EN 12201-2:2003 Plastic piping systems for water supply. Polyethylene (PE). Pipes
- EN 12201-3:2003 Plastic piping systems for water supply. Polyethylene (PE). Fittings
- EN 12201-4:2001 Plastic piping systems for water supply. Polyethylene (PE). Valves
- EN 12201-5:2003 Plastic piping systems for water supply. Polyethylene (PE). Fitness for purpose of the system
- EN 1401-1:1998 Plastics piping systems for non-pressure underground drainage and sewerage. Unplasticized poly (vinylchloride) (PVC-U). Specifications for pipes, fittings and the system

### України
- ДСТУ Б В.2.7-151: 2008 «Труби поліетиленові для подачі холодної води»
- ДСТУ Б В.2.5-322 007 «Труби безнапірні з поліпропілену, поліетилену, полівінілхлориду не пластифікованого, та фасонні вироби до них для зовнішніх мереж каналізації будинків і споруд та кабельної каналізації»
- ДСТУ Б В.2.7-73-98 «Труби поліетиленові для подачі горючих газів»

### Росія
- ГОСТ 18599-2001 Труби напірні з поліетилену.
- ГОСТ Р 50838-2009 Труби з поліетилену для газопроводів.
- ГОСТ Р-2008 Труби напірні багатошарові для систем водопостачання та опалення.
- ГОСТ Р 51613-2000 Труби напірні з непластифікованого полівінілхлориду.

### США
- ASTM D3033/3034 (PVC Pipe)
- ASTM D2239 (Polyethylene Pipe)

## Спеціалізовані видання з тематики полімерних труб
- [Архівовано 25 жовтня 2012 у WebCite] Журнал полімерні труби України
- [Архівовано 25 жовтня 2012 у WebCite] Журнал полімерні труби
- Журнал «Инженерные сети из полимерных материалов» (ежеквартальный журнал для профессионалов Украинской Ассоциации производителей и строителей полимерных трубопроводов)